# Borne fleurdelysée no 27 (Aubepierre-Ozouer-le-Repos)
La borne fleurdelysée no 27 est un monument situé à Aubepierre-Ozouer-le-Repos, en France.

## Description
Le monument est conservé  à Aubepierre-Ozouer-le-Repos, sur la route nationale 19.

## Historique
La borne a été érigée au XIXe siècle.
Le monument est classé au titre des monuments historiques depuis  le 24 avril 1964.